# ブルノ

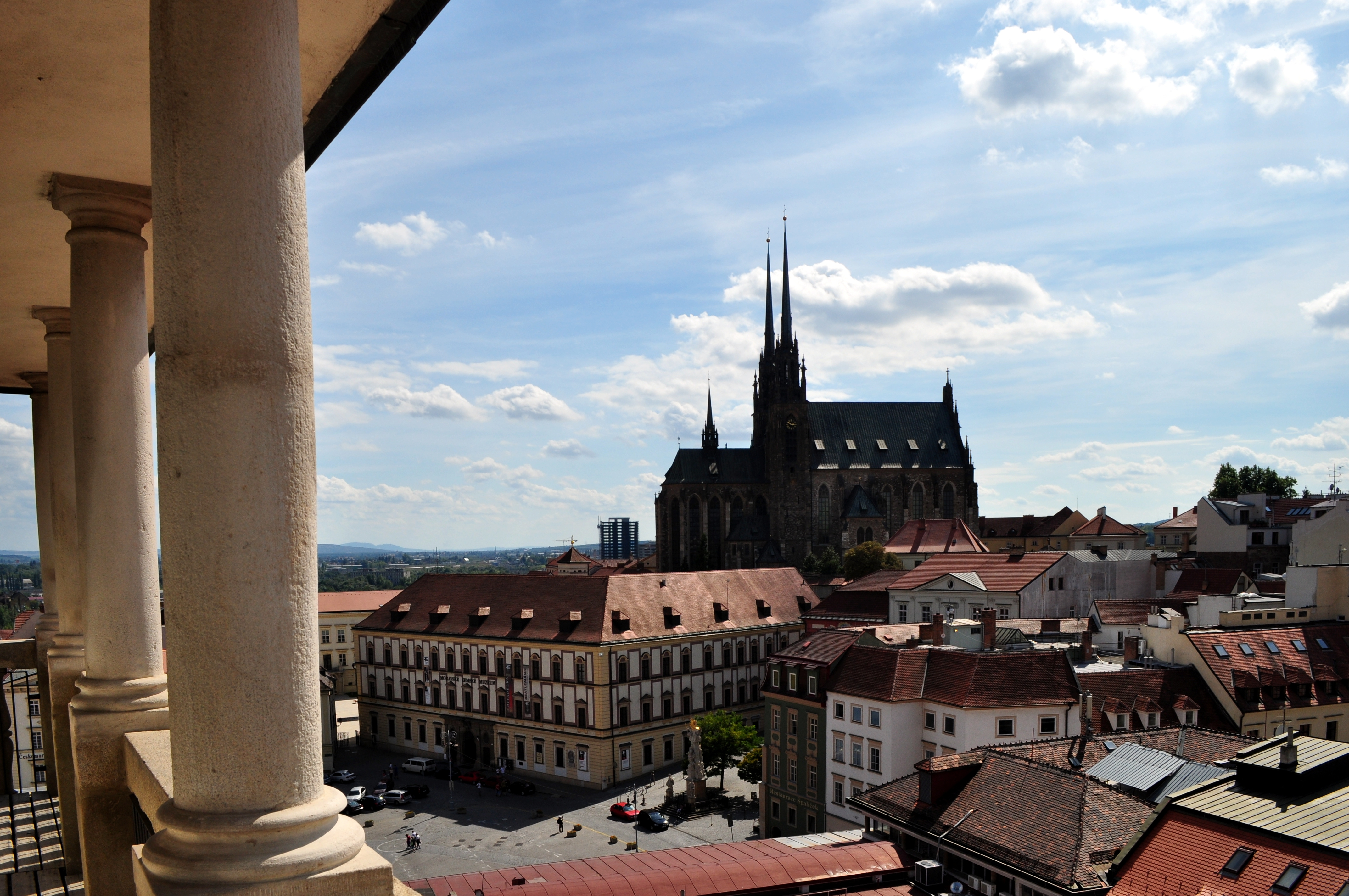
ブルノの大聖堂

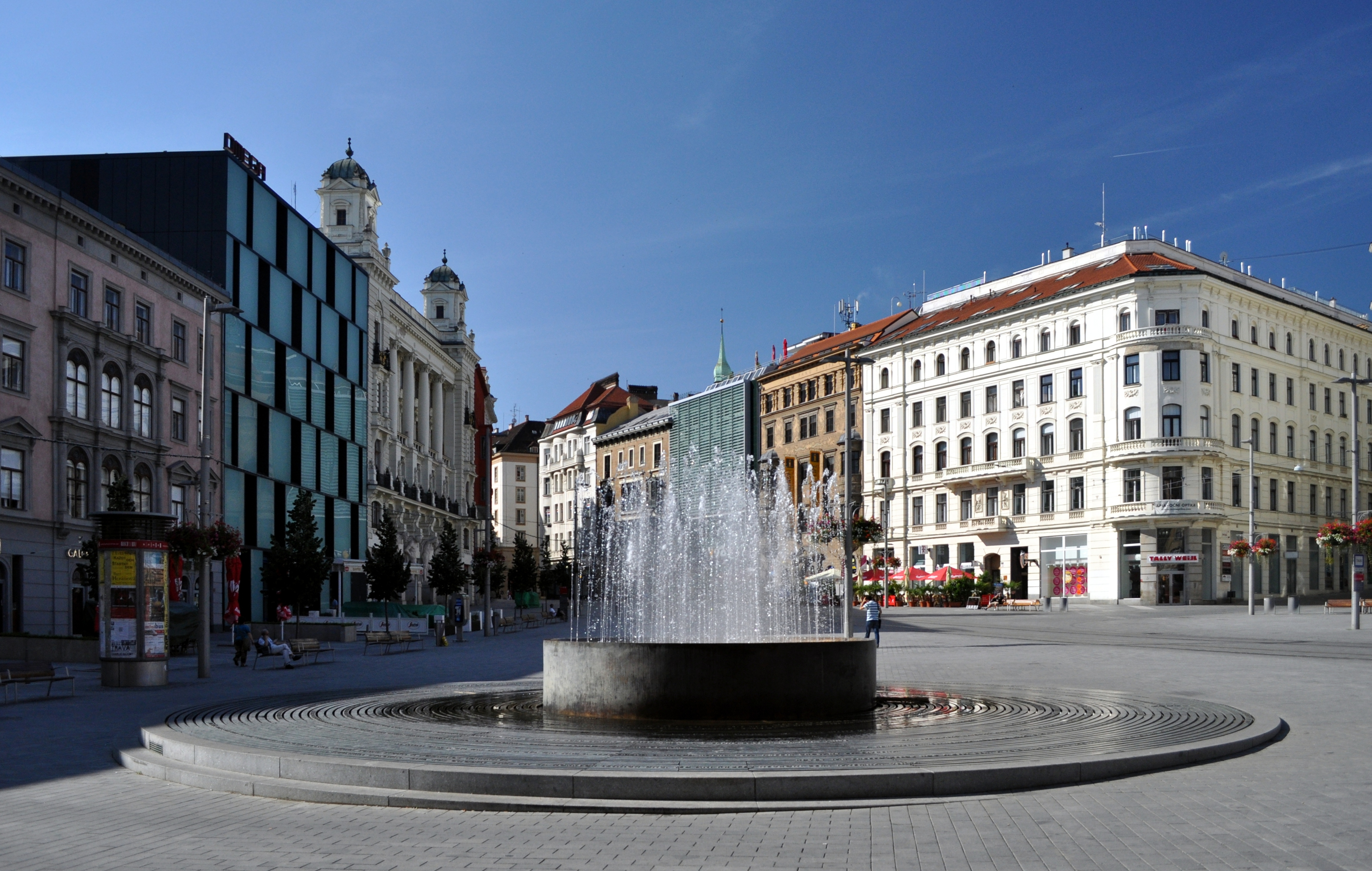
リバティスクエア

ブルノ（チェコ語: Brno [ˈbr̩no] ( 音声ファイル)、ドイツ語: Brünn [bʁʏn] ( 音声ファイル)）は、チェコ共和国第2の都市。モラヴィア地方の中心都市であり、スヴィタヴァ川とスヴラトゥカ川の合流点に位置する。チェコの司法制度の中枢である憲法裁判所や最高裁判所が置かれている他、幾つかの政府機関もブルノに所在している。ドイツ語名はブリュン。

## 歴史
11世紀末にはプシェミスル家の城がおかれており、12世紀末よりモラヴィア辺境伯領の中心地となった。チェコ王家は、ドイツ人の入植者を招き、街の発展に努めた。13世紀半ば、ボヘミア王ヴァーツラフ1世によって都市特権を認められた。15世紀前半のフス戦争では、皇帝ジギスムントを支持する姿勢をとった。そのため、フス派の攻撃を幾度か受けたが撃退に成功した。近世を通じてモラヴィア地方の中心都市であり続け、17世紀前半の三十年戦争でもスウェーデン軍による攻撃を守り抜いた。18世紀半ばのオーストリア継承戦争に乗じ、今度はプロイセンが街の征服を図ったが、これも失敗に終わった。
18世紀後半、この地の周辺で炭坑が見つかったことは、その後の工業化に有利に働くこととなる。19世紀より繊維産業が本格的に発展し、「オーストリアのマンチェスター」とも称された。1839年にはブルノ本駅が営業を開始し、ウィーンと鉄道で結ばれた。さらに、1860年にはそれまであった市壁が壊されて環状道路が設けられたことで、街の発展が一層進められた。工業化の進展は社会主義運動の高揚も引き起こし、1899年には、この地でオーストリア社会民主労働者党の党大会が開催され、ブリュン綱領（連邦制的な民族問題綱領を含むことで知られる）が採択された。
第一次世界大戦後のオーストリア＝ハンガリー帝国の解体に伴い、新たに建国されたチェコスロヴァキアの一都市となった。1919年には、市内に初代大統領であるトマーシュ・マサリクの名を冠したマサリク大学が建てられた。第二次世界大戦後期の1944年8月25日には、連合軍による空襲（ブルノ大空襲）が行われ、街は大きく破壊された。
近代になると、ドイツ人の人口が多くなり（別掲の出身有名人のうち、メンデル、ベーム＝バヴェルク 、ゲーデルらはドイツ人である）モラヴィアにおけるドイツ語の言語島を構成していたが、大戦後チェコスロヴァキア政府によるベネシュ布告により、ドイツ系住民の市民権と私有財産の剥奪・没収が決定され、国外追放された。
1948年の共産主義化、1989年の東欧革命、1993年のチェコ・スロヴァキア分離を経て、現在はチェコ共和国に属し、モラヴィア地方の中心都市としての発展をみている。

## 人口
| ブルノの人口推移 1389－2011                            |
|                                                        |
| データ出典：1839年と1850年。2011年。それ以外のデータ。 |

## 教育機関

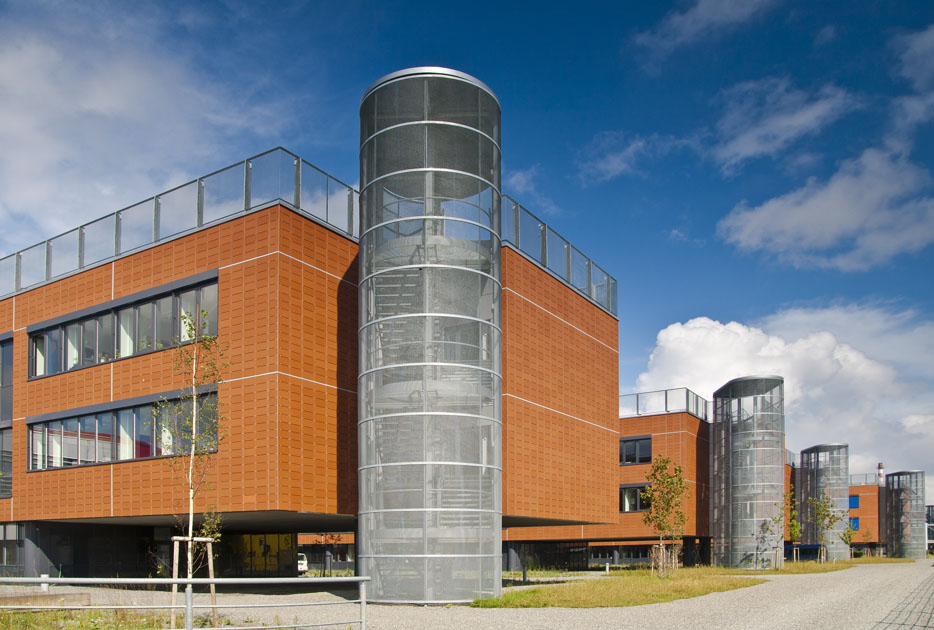
マサリク大学

ブルノは大学が多く9万人の大学生が生活している。
- マサリク大学
- ブルノ工科大学
- ヤナーチェク芸術アカデミー

## 文化

### 史跡名勝
- シュピルベルク城 - 13世紀に建設された城。
- ブルノ地下
- トゥーゲントハット邸 - ブルノにあるチェコの世界遺産のひとつ。

### 博物館
ブルノで最も重要な博物館は、チェコ共和国で2番目に大きいモラヴィア博物館である。同博物館は1817年に設立され、そのコレクションには600万点以上を誇る。
ブルノで最大の公共図書館はモラヴィア図書館である。同図書館は、約400万冊の蔵書数を有し、チェコ共和国で2番目に大きい図書館である。
ブルノで最大の美術館は、モラヴィアギャラリーで、チェコ共和国で2番目に大きい美術館であり、モラヴィアで最大の美術館である。
ブルノには、チェコ共和国で技術博物館であるブルノ技術博物館がある。常設展示は、さまざまなリアルなモデルと復元された機械を伴う科学技術の進歩を示しています。博物館では、さまざまな見所の短期展示も開催している。

## 交通

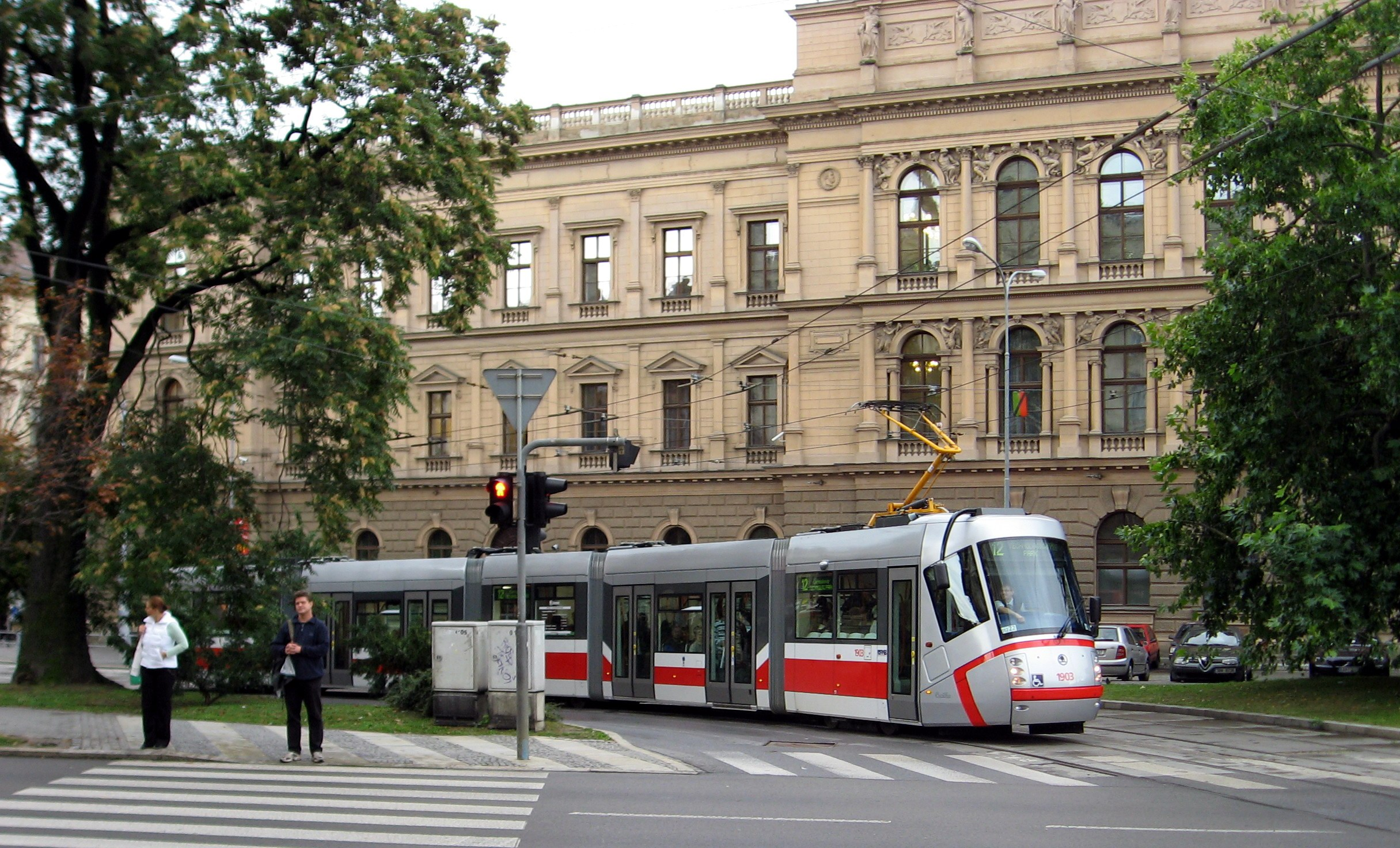
ブルノ市電

- ブルノ本駅は、チェコ南部の鉄道の拠点となる駅である。開業は1839年で世界で最も古い部類に入る。
- 市内には路面電車（ブルノ市電）12路線、トロリーバス14路線、さらにはバス路線が存在する。これらは、IDS JMK(南モラビア地域の統合輸送システム) という、共通運賃制度が運用されている。
- ブルノは自転車道がよく整備されており、通勤や通学に利用されている。隣のオーストリア、ウイーンまで130kmの自転車道が繋がっている。
- ブルノ市街地に最も近い空港である、ブルノ・トゥラニ空港は、チェコで2番目に利用者の多い空港である。市の中心部の南東7kmに位置する。また、ブルノ市街から鉄道またはバスにより、プラハ空港、ウィーン国際空港も利用可能である。三空港の中では、ウィーン国際空港が、最も就航路線数が多い。

## 姉妹都市
- リーズ、イギリス
- レンヌ、フランス
- ユトレヒト、オランダ
- ポズナン、ポーランド
- ダラス、テキサス州、アメリカ合衆国
- ライプツィヒ、ドイツ
- ウィーン、オーストリア
- シュトゥットガルト、ドイツ
- ヴォロネジ、ロシア
- プロヴディフ、ブルガリア
- カウナス、リトアニア
- ザンクト・ペルテン、オーストリア
- ガラ、ハンガリー

## 出身者
- グレゴール・ヨハン・メンデル - 植物学者、遺伝学者
- オイゲン・フォン・ベーム＝バヴェルク - 経済学者
- クルト・ゲーデル - 数学者
- ミラン・クンデラ - 作家
- ヤクブ・フルシャ - 指揮者。プラハ・フィルハーモニア音楽監督兼首席指揮者。
- ヤナ・ノボトナ - テニス選手
- プログレス・2 (Progres 2) - 1968年にデビューし、現在も活動中のチェコを代表するプログレッシブ・ロック・バンド。後にプログレス(Progres)に改名。
- ルーカス・コネチ - プロボクサー。元WBO世界スーパーウェルター級暫定王者、チェコ初のプロボクシング世界王者